# Zletovo
Zletovo (în macedoneană Злетово) este un sat care aparține de orașul Probištip din Macedonia. Codul său FIPS a fost MK48.